# Antonio Sánchez de Neyra y Castro
Antonio Sánchez de Neyra y Castro   (Brihuega, 16 de març de 1884 - Madrid, segle XX), conegut com a Antonio Neyra, fou un futbolista hispano-cubà de la dècada de 1900.

## Trajectòria
Com a futbolista destacà com a golejador i hàbil regatejador.
Començà a jugar a l'Sky Foot-Ball. El 1902 formà part de la primera junta del Reial Madrid, com a vocal, on també fou jugador. L'any 1903 arribà a la final del Campionat d'Espanya, essent derrotat per 3-2 davant l'Athletic Club de Bilbao.
L'any 1903 fundà el Club Español de Madrid, essent-ne capità de l'equip. Més tard jugà al Club Vizcaya amb qui jugà la final de Copa de 1907, i retornà al Reial Madrid, on guanyà la Copa de l'any 1908. Retornà a l'Español de Madrid i acabà la seva carrera la temporada 1910-11, arribant, novament a la final de Copa.
A més del futbol, practicà altres esports com la pilota, el ciclisme, la natació, la gimnàstica o l'atletisme.

## Palmarès
- Copa espanyola:
  - 1908
- Campionat Regional Centre:
  - 1904, 1908, 1909